# Włodzimierz Wilkosz

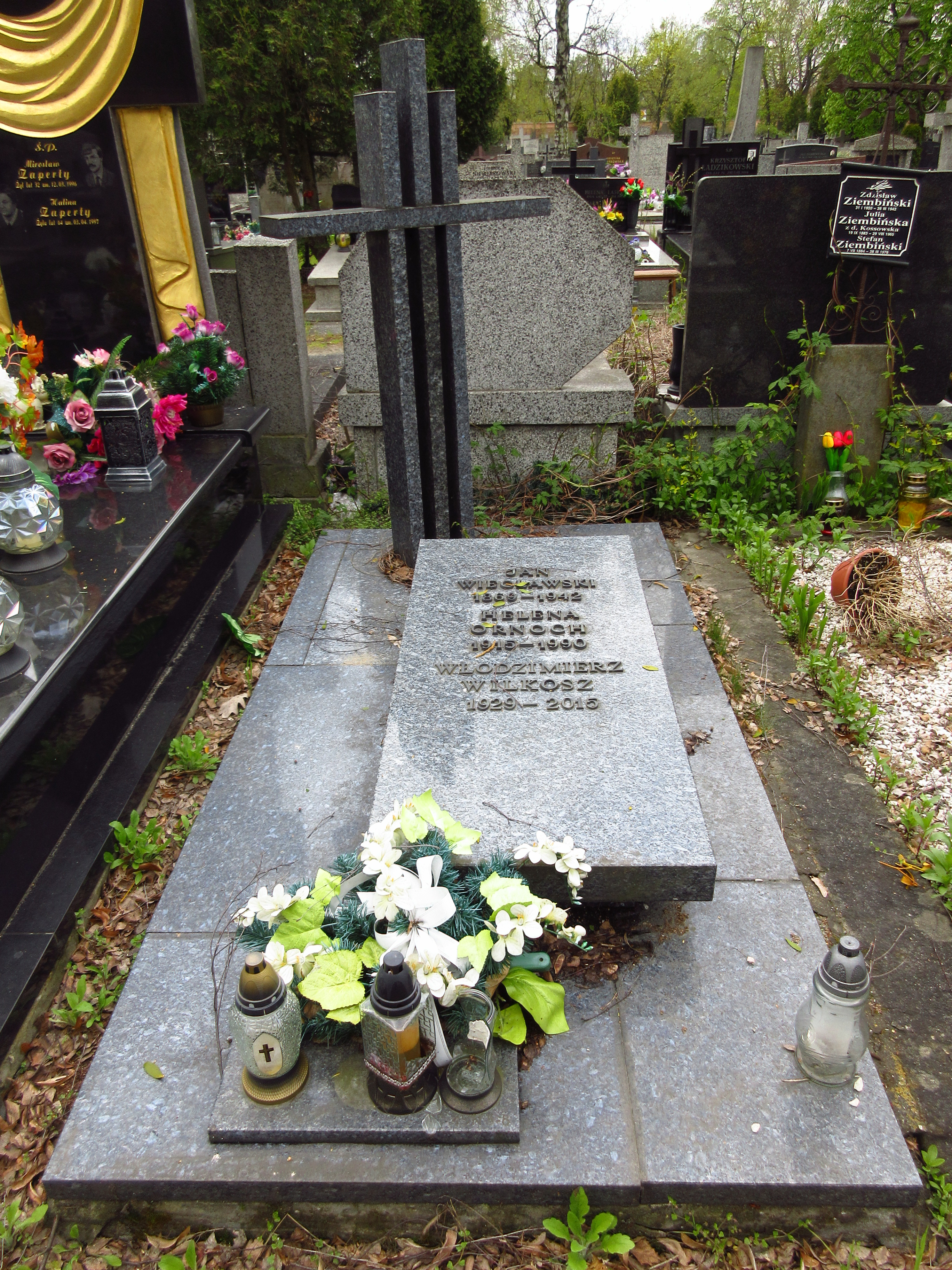
Grób Włodzimierza Wilkosza na cmentarzu Bródnowskim

Włodzimierz Wilkosz (ur. 5 lipca 1928 w Warszawie, zm. 6 maja 2015) – polski aktor teatralny i filmowy. Pochowany na cmentarzu Bródnowskim (kw. 49N-5-6).

## Życiorys
Występował w następujących teatrach:
- Teatr Młodego Widza we Wrocławiu (1955-56)
- Teatr Dramatyczny we Wrocławiu (1956-57)
- Teatr Ziemi Pomorskiej w Bydgoszczy (1957)
- Teatr Dramatyczny w Szczecinie (1958)
- Operetka w Szczecinie (1959-60)
- Operetka Warszawska (1960)
- Teatr Ziemi Mazowieckiej (1961)
- Teatr Współczesny w Warszawie (1962)
- Teatr Powszechny w Warszawie (1963-64)
- Teatr Śląski w Katowicach (1965)
- Teatr Rozmaitości we Wrocławiu (1965-66)
- Teatr Polski w Szczecinie

Na scenach teatralnych debiutował 28 stycznia 1955 roku.

Zagrał główną rolę w filmie "Wilczy bilet"

## Filmografia (wybór)
- 1964: Wilczy bilet − Franciszek Ziemny
- 1965: Gorąca linia − górnik Wina
- 1966: Bumerang
- 1966: Cała naprzód
- 1981: Czwartki ubogich − Staszek
- 1985: Sezon na bażanty − Hans Zygula, celnik austriacki, były szermierz
- 1988-1990: W labiryncie − Włodzimierz Lipiec, inspektor z komendy stołecznej
- 1998: 13 posterunek − profesor W-F (odc. 32)
- 2000-2001: Adam i Ewa − klient Galerii Sztuki Ludowej "Nowicki"
- 2001: Marszałek Piłsudski (odc. 5)
- 2007: Kryminalni − sąsiad Roszkowskich (odc. 77)